# Ectophasia crassipennis
Ectophasia crassipennis es una especie de 'moscas parásitas' de la familia Tachinidae, subfamilia Phasiinae.

## Descripción
Los adultos de Ectophasia crassipennis pueden alcanzar una longitud de unos 5-9 milímetros (0,2-0,4 plg). Sus grandes ojos compuestos son de color rojizo entre ellos. En esta especie bastante variable, el cuerpo puede ser negruzco o anaranjado-marrón. El abdomen ancho está aplanado y el esternito 7 está doblado ventralmente. Las alas grandes tienen puntos anchos de color marrón o grisáceo y la celda R5 está abierta en el borde. Es bastante difícil distinguir esta especie de la similar Ectophasia oblonga.

## Distribución
Esta mosca está presente en el sur de Europa y en partes más cálidas de Europa central.

## Biología
Estas moscas se pueden encontrar principalmente desde principios de agosto hasta finales de septiembre alimentándose del néctar de las flores (especialmente de las especies Apiaceae y Asteraceae).
Las larvas son parásitos de Hemiptera (especies Pentatomidae, Acanthosomatidae, Coreidae y Lygaeidae).